# Sophie Hitchon
Sophie Hitchon (née le 11 juillet 1991 à Burnley) est une athlète britannique, spécialiste du lancer de marteau. Depuis 2011, elle a plusieurs fois amélioré le record du Royaume-Uni de la discipline. Elle est également médaillée de bronze olympique en 2016.

## Biographie

### Jeunesse
Après avoir pris pendant son enfance des cours pour devenir danseuse de ballet, Sophie Hitchon se dirige vers le lancer de marteau. À 15 ans, lors de sa première année de compétition, elle bat le record britannique des moins de 17 ans. 
Dès l'âge de 16 ans, elle lance l'engin à plus de 60 mètres, le 24 mai 2008 à Halle, ce qui représente le record national junior. La même année elle gagne le titre national junior, finit 7e des championnats du monde juniors et remporte les Jeux de la Jeunesse du Commonwealth, avec pour objectif les Jeux olympiques de 2012 à Londres.
En 2009 elle remporte à nouveau le titre national junior à Bedford. Aux championnats d'Europe juniors, elle monte sur la troisième marche du podium, devancée par la Roumaine Bianca Perie et la Hongroise Jenny Ozorai. Ses 63,18 m constituent son nouveau record personnel et le record national junior.
En juillet 2010, Sophie Hitchon devient championne du monde junior avec un lancer à 66,01 m au 6e et dernier essai. Elle devance la Slovène Barbara Špiler et la Chinoise Zhang Li et s'offre un nouveau record junior pour sa dernière saison dans cette catégorie.

### Record national senior
Le 1er mai 2011, Sophie Hitchon participe hors concours aux championnats universitaires à Bedford. Elle y efface le record national détenu depuis 2003 par Lorraine Shaw, grâce à une performance de 69,43 m. De retour à Bedford en juin, elle devient championne du Royaume-Uni espoir et se qualifie pour les championnats d'Europe de la catégorie, au cours desquels elle lance son marteau à 69,59 m, soit seize cm de mieux que son record, synonyme de médaille de bronze derrière Bianca Perie et la Polonaise Joanna Fiodorow. 
Elle remporte nettement les championnats nationaux à Birmingham, qualificatifs pour les championnats du monde, devant Sarah Holt. À Daegu elle échoue en qualifications.

### L'année 2012
Début 2012, à Loughborough, elle lance pour la première fois au-delà de la ligne des 70 mètres, à l'occasion des lancers hivernaux. Ses 70,40 m sont le nouveau record du Royaume-Uni, effacés le mois suivant par 70,47 m aux Mt. SAC Relays de Walnut. Ayant réussi deux lancers à plus de 69 m, elle est automatiquement qualifiée pour les Jeux.
Le 26 avril, à Chula Vista, elle améliore pour la troisième fois de la saison son record avec 71,61 m, performance qui constitue les minima A fixés à 71,50 m.
Une semaine après avoir remporté ses deuxièmes championnats du Royaume-Uni, elle se qualifie pour la finale des championnats d'Europe, qu'elle termine à la dixième place. 
Le 8 août, aux Jeux olympiques, la barre de qualification est fixée à 73 m. Seules huit lanceuses y parviennent, Sophie Hitchon réussissant quant à elle 71,98 m à son dernier essai. Elle se qualifie dans les douze, avec un nouveau record. Elle n'arrive pas à rééditer cette performance en finale et ne peut éviter la douzième place.

### 2013 à 2016
En 2013, elle quitte son entraîneur Derek Evely et rejoint Tore Gustavsson. Elle représente le Royaume-Uni aux championnats d'Europe par équipes. À Gateshead, elle obtient la troisième place, uniquement battue par les médaillées olympiques, l'Allemande Betty Heidler et la Polonaise Anita Włodarczyk
. Ses 72,97 m constituent le nouveau record national.
La Britannique se rend aux championnats d'Europe espoirs, où elle s'adjuge la victoire au dernier essai devant Barbara Špiler, avec 70,72 m. Aux championnats du monde à Moscou, elle est éliminée en qualifications.
En 2014, après une bonne entrée en matière en mai (71,53 m à Halle), elle remporte son troisième titre national à Birmingham et obtient le bronze à Glasgow, lors des Jeux du Commonwealth. À Zurich, elle ne parvient pas à franchir le stade des qualifications.
Sophie Hitchon entame la saison 2015 par une victoire au meeting Payton Jordan de Palo Alto, en Californie.
Le 17 mai elle lance à 71,02 m à Loughborough, ce qui la qualifie pour les championnats du monde de Pékin et les Jeux olympiques de Rio.
En juin elle prend la 5e place lors des championnats d'Europe par équipes avec 71,89 m.
Elle s'adjuge un nouveau titre de championne du Royaume-Uni en juillet à Birmingham.
À l'approche des championnats du monde, elle améliore en 72,23 m sa meilleure performance de l'année lors du mémorial Janusz-Kusociński de Szczecin, qui compte pour le challenge IAAF du lancer de marteau 2015. À Pékin, elle termine en 8e position des qualifications. En finale, elle réussit successivement 73,65 m et 73,86 m, deux nouveaux records nationaux qui la hissent à la quatrième place des championnats.
Le 8 juillet 2016, elle échoue au pied du podium des Championnats d'Europe d'Amsterdam avec 71,74 m.
Aux Jeux olympiques d'été de Rio 2016, elle décroche la médaille de bronze avec un lancer à 74,54 m.

## Palmarès
| Date | Compétition                         | Lieu                                | Résultat | Marque  |
| ---- | ----------------------------------- | ----------------------------------- | -------- | ------- |
| 2008 | Championnats du monde juniors       | Bydgoszcz                           | 7e       | 58,45 m |
| 2009 | Championnats d'Europe juniors       | Novi Sad                            | 3e       | 63,18 m |
| 2010 | Championnats du monde juniors       | Moncton                             | 1re      | 66,01 m |
| 2011 | Championnats d'Europe espoirs       | Ostrava                             | 3e       | 69,59 m |
| 2012 | Championnats d'Europe               | Helsinki                            | 10e      | 67,17 m |
| 2012 | Jeux olympiques                     | Londres                             | 9e       | 69,33 m |
| 2013 | Championnats d'Europe par équipes   | Gateshead                           | 3e       | 72,97 m |
| 2013 | Championnats d'Europe espoirs       | Tampere                             | 1re      | 70,72 m |
| 2014 | Jeux du Commonwealth                | Glasgow                             | 3e       | 68,72 m |
| 2015 | Championnats du monde               | Pékin                               | 4e       | 73,86 m |
| 2016 | Championnats d'Europe               | Amsterdam                           | 4e       | 71,74 m |
| 2016 | Jeux olympiques                     | Rio de Janeiro                      | 3e       | 74,54 m |
| 2016 | Challenge IAAF du lancer de marteau | Challenge IAAF du lancer de marteau | 2e       | —       |
| 2017 | Championnats d'Europe par équipes   | Lille                               | 5e       | 69,30 m |
| 2017 | Championnats du monde               | Londres                             | 7e       | 72,32 m |
| 2018 | Jeux du Commonwealth                | Gold Coast                          | finale   | NM      |
| 2018 | Coupe du monde                      | Londres                             | 2e       | 73,48 m |
| 2018 | Championnats d'Europe               | Berlin                              | 8e       | 70,52 m |
| 2019 | Championnats d'Europe par équipes   | Bydgoszcz                           | 10e      | 63,23 m |

### National
4 titres (2011, 2012, 2014, 2015).

## Records
| Épreuve           | Performance  | Lieu           | Date         |
| ----------------- | ------------ | -------------- | ------------ |
| Lancer du marteau | 74,54 m (NR) | Rio de Janeiro | 15 août 2016 |